# Never Undo
Never Undo è un singolo del gruppo musicale britannico Morcheeba, pubblicato il 9 marzo 2018 come primo estratto dal nono album in studio Blaze Away.

## Descrizione
Composto da Skye Edwards e Ross Godfrey, il singolo era stato annunciato il 22 settembre sulle reti sociali del gruppo musicale, segnando definitivamente il ritorno discografico dei Morcheeba, a distanza di cinque anni dalla loro ultima pubblicazione, ovvero il singolo Make Believer, lanciato sul mercato il 14 agosto 2013 a sostegno della promozione del loro ottavo album in studio Head Up High.

## Video musicale
Il lyric video del singolo, diretto da Ilija Todorovski, è stato pubblicato il 13 aprile 2018 attraverso il canale YouTube del gruppo musicale.

## Tracce
Download digitale
1. Never Undo – 3:45